# Afriquia Gaz
Afriquia Gaz S.A. ist ein marokkanisches Unternehmen mit Sitz in Casablanca. Es ist auf den Vertrieb von Flüssiggas (LPG) spezialisiert. Die Aktivität ist in 3 Sektoren organisiert: Verteilung von LPG in Containern, Vertrieb von Flüssiggas, Abfüllung von Gasflaschen.
Es ist eine Tochtergesellschaft des marokkanischen Tankstellenbetreibers Afriquia, die wiederum eine Tochtergesellschaft der Akwa Group ist. Afriquia Gaz ist Marktführer in Marokko im Vertrieb von Flüssiggas, Butan und Propan. Es verfügt über fünf Marken: Afriquia Gaz, Tissir Gaz, Campingaz, Ultragaz und National Gaz.
Afriquia Gaz hat eine Speicherkapazität von fast 75.000 t und füllt in seinen 4 Abfüllzentren ca. 800.000 t Gas im Jahr ab. Es besitzt ca. 21 Mio. Gasflaschen, die aus 180 Filialen vertrieben werden.

## Geschichte
1965 gründete die Muttergesellschaft Afriquia S.A. die Gesellschaft Afriquia Gaz, um in den Gasvertrieb einzusteigen. 1968 wurde das erste Abfüllzentrum in Marrakesch in Betrieb genommen. 1970 geschah die Gründung des Aïn Sebâa Abfüllzentrums durch Maghreb Gaz, eine Tochtergesellschaft der Akwa Group, in Zusammenarbeit mit Chevron Texaco. Das war der Start des Propangasvertriebs in großen Mengen. 1992 wurde das Unternehmen in die Aktiengesellschaft Afriquia Gaz S.A. umgewandelt, auf die die Gesellschaft Afriquia S.A. ihr Gastätigkeit übertragen hatte. 1999 erfolgte der Börsengang, verbunden mit einer Kapitalerhöhung. 2005 wurde Tissir Primagaz übernommen. 2009 wurde das Butanlagerterminal in JorfLasfar auf eine Kapazität von 19.200 t erweitert. Im gleichen Jahr wurde Firma National Gaz von Repsol Butano übernommen, die auf den Direktvertrieb von Butangasflaschen spezialisiert ist. Ein Jahr später wurde Butatric in Tanger übernommen.
Die Aktien sind an der Bourse de Casablanca notiert und Teil des Moroccan All Shares Index (MASI).